# Actiniceps thwaitesii
Actiniceps thwaitesii är en svampart som beskrevs 1876 av Miles Joseph Berkeley och Christopher Edmund Broome. Arten ingår i släktet Actiniceps och familjen mattsvampar.   Inga underarter finns listade i Catalogue of Life.